# Feilis
Feilis (feylis) ou failis (fayli) é uma tribo iraniana ora associada aos curdos ora aos luros. Os failis habitam o oeste do Irã, principalmente as províncias do Lorestão, Quermanxá e Ilão, e também o leste do Iraque.

## Dialeto
O dialeto feili é considerado parte da língua luri no Irã, enquanto no Iraque é visto como um dialeto curdo meridional. Assim, é possível que seja um dialeto de transição entre as duas línguas, semelhante ao Bakthiari e ao Laki.

## História
Grande parte da população curda no sul da Cordilheira de Zagros foi gradualmente perdendo sua identidade étnica curda. No século XI, algumas autores medievais passam a diferenciar os curdos e luros. Deste então, a população local aos poucos passou a identificar-se como luri, e não curda, o que também refletiu-se na alteração da língua. Assim, hoje, o vocabulário da língua luri é ainda basicamente curdo, e a sintaxe e o sistema verbal é mais próxima do Farsi.

### Curdos Faili
Os failis são curdos xiitas que vivem principalmente na parte sul de Bagdá e na província vizinha de Uacite. Durante o regime do partido Baath no país, muitos foram perseguidos, exilados e assassinados pelo governo.
No início dos anos 80, uma campanha massiva de perseguição aos failis foi realizada, resultado na deportação forçada de mais de 600 mil famílias para o Irã, sem o porte de quaisquer documentos de identificação iraquianos, por estes serem considerados estrangeiros pelo governo. Além disso, milhares foram mortos ou presos.
Após a queda de Saddam Hussein, cerca de 15 mil retornaram inicialmente para o Iraque. No entanto, ainda hoje muitos deles não possuem seus documentos de cidadania iraquiana. Em novembro de 2010, a Alta Corte Criminal do Iraque declarou que os curdos failis foram vítimas de limpeza étnica no país.
Atualmente, não há nenhum dado oficial do tamanho da população curda em Bagdá. No entanto, o número de curdos failis em todo o Iraque é estimado entre 200 e 250 mil habitantes.